# نگاربالان
نگاربالان (نام علمی: Graphium) سرده‌ای از تیره پروانه‌های دم‌چلچله‌ای می‌باشند. دم جیجاقی یکی از گونه های این سرده است.